# ليو يي
ليو يي (بالصينية: 刘烨) هو ممثل صيني، ولد في 23 مارس 1978 في الصين. من الجوائز التي نالها جائزة الحصان الذهبي لأفضل ممثل رئيسي ‏ سنة 2001.

## أعمال

### أفلام
- (2006) لعنة الوردة الذهبية[6]
- (2009) مدينة الحياة والموت

## جوائز
- جائزة الحصان الذهبي لأفضل ممثل رئيسي [الإنجليزية]‏ (2001)

## وصلات خارجية
- ليو يي على موقع IMDb (الإنجليزية)
- ليو يي على موقع قاعدة بيانات الأفلام العربية
- ليو يي على موقع ألو سيني (الفرنسية)
- ليو يي على موقع أول موفي (الإنجليزية)
- ليو يي على موقع قاعدة بيانات الأفلام السويدية (السويدية)
- ليو يي على موقع قاعدة بيانات الفيلم (الإنجليزية)
- ليو يي على موقع كينوبويسك (الروسية)